# Dictyophara lallemandi
Dictyophara lallemandi är en insektsart som beskrevs av De Bergevin 1921. Dictyophara lallemandi ingår i släktet Dictyophara och familjen Dictyopharidae. Inga underarter finns listade i Catalogue of Life.